# 安生正
安生 正（あんじょう ただし、1958年 -）は、日本の小説家・推理作家。京都府京都市出身、東京都在住。京都大学大学院工学研究科卒業。建設会社勤務。
2012年、『生存者ゼロ』で第11回『このミステリーがすごい!』大賞の大賞を受賞。2013年、同作で作家デビュー。2014年、同作が文庫化されると3ヶ月で発行部数が55万部を突破するベストセラーとなった
。オリコンの発表した「2014年 上半期“本”ランキング」の文庫総合部門では約26万部で第14位に、「2014年 年間“本”ランキング」の文庫総合部門では約39万部で第18位にランクインした。

## 作品リスト

### 単著

#### “ゼロ”シリーズ
- 生存者ゼロ（2013年1月 宝島社 / 2014年2月 宝島社文庫）
- ゼロの迎撃（2014年7月 宝島社 / 2015年3月 宝島社文庫）
- ゼロの激震（2016年4月 宝島社 / 2017年6月 宝島社文庫）

#### その他の作品
- Tの衝撃（2017年1月 実業之日本社）
  - 【改題】襲撃犯（2020年8月 実業之日本社文庫）
- レッドリスト（2018年2月 幻冬舎）
  - 【改題】レッドリスト 絶滅進化論（2020年8月 幻冬舎文庫）
- 東京クライシス 内閣府企画官・文月祐美（2019年3月 祥伝社）
  - 【改題】首都決壊 内閣府災害担当・文月祐美（2022年5月 祥伝社文庫）
- ヴァルキリー（2020年7月 徳間書店）
- ホワイトバグ 生存不能（2021年8月 宝島社）
- 不屈の達磨 社長の椅子は誰のもの（2022年4月 角川春樹事務所）

### アンソロジー
「」内が安生正の作品
- もっとすごい！ 10分間ミステリー（2013年5月 宝島社文庫）「特約条項第三条」
- 5分で読める！ ひと駅ストーリー 夏の記憶 東口編（2013年7月 宝島社文庫）「開かずの踏切」
- このミステリーがすごい！ 四つの謎（2014年12月 宝島社）「ダイヤモンドダスト」
  - 【改題】不連続な四つの謎 『このミステリーがすごい！』大賞作家傑作アンソロジー（2020年6月 宝島社文庫）
- 5分で読める！ ひと駅ストーリー 食の話（2015年10月 宝島社文庫）「仙境の晩餐」
- 5分で驚く！ どんでん返しの物語（2016年6月 宝島社文庫）「仙境の晩餐」「白い記憶」
- 10分間ミステリー THE BEST（2016年9月 宝島社文庫）「特約条項第三条」
- 3分で読める！ 誰にも言えない○○の物語（2022年5月 宝島社文庫）「誰にも言えない日中開戦の物語」

## 映像化作品

### テレビドラマ
- このミステリーがすごい! ベストセラー作家からの挑戦状「ダイヤモンドダスト」（2014年12月29日、TBS系、主演：AKIRA・山本耕史）